# Млинувка (притока Ропи)
Млинувка (пол. Młynówka) — гірська річка в Польщі, у Ясельському повіті Підкарпатського воєводства. Ліва притока Ропи, (басейн Балтійського моря).

## Опис
Довжина річки приблизно 10,52 км, найкоротша відстань між витоком і гирлом — 7,47 км, коефіцієнт звивистості річки — 1,41. Річка витікає з південно-східної частини передгір'я Ценжковицького.

## Розташування
Бере початок на південно-східній стороні від села Яблониця. Спочатку пече на південний схід через Бончаль-Ґурни, Бончаль-Дольни, Опаце. У селі Тшциниця повертає на південний захід і у селі Пшисекі впадає у річку Ропу, ліву притоу Вислоки.

## Цікавий факт
- У пригирловій частині річки на лівому березі розташований Етнографічний музей під відкритим небом «Карпацька Троя».
- У селі Пшисекі річку перетинає автошлях  28[2].

## Галерея

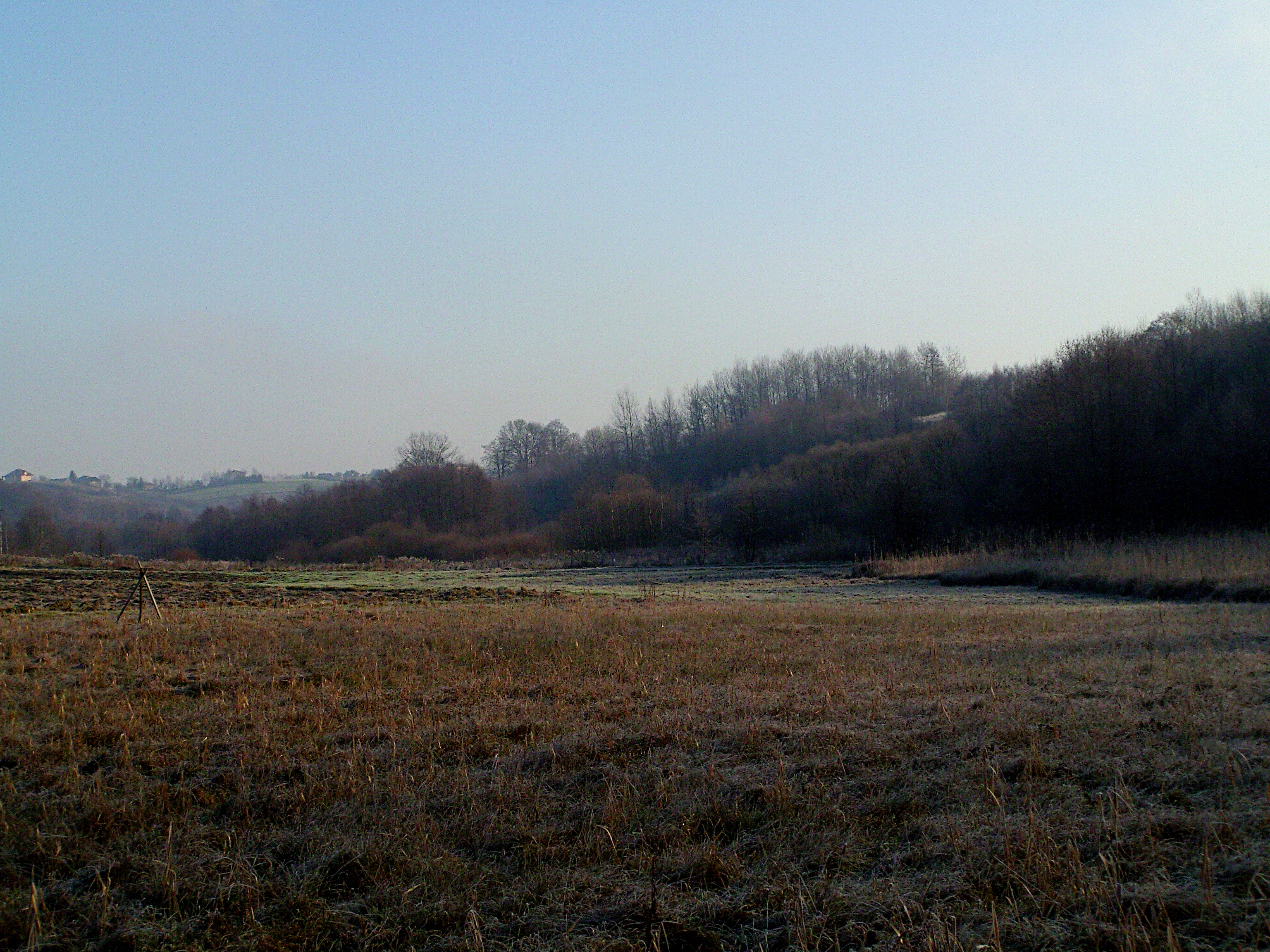
Луки над Млинувкою у Бончаль-Дольни
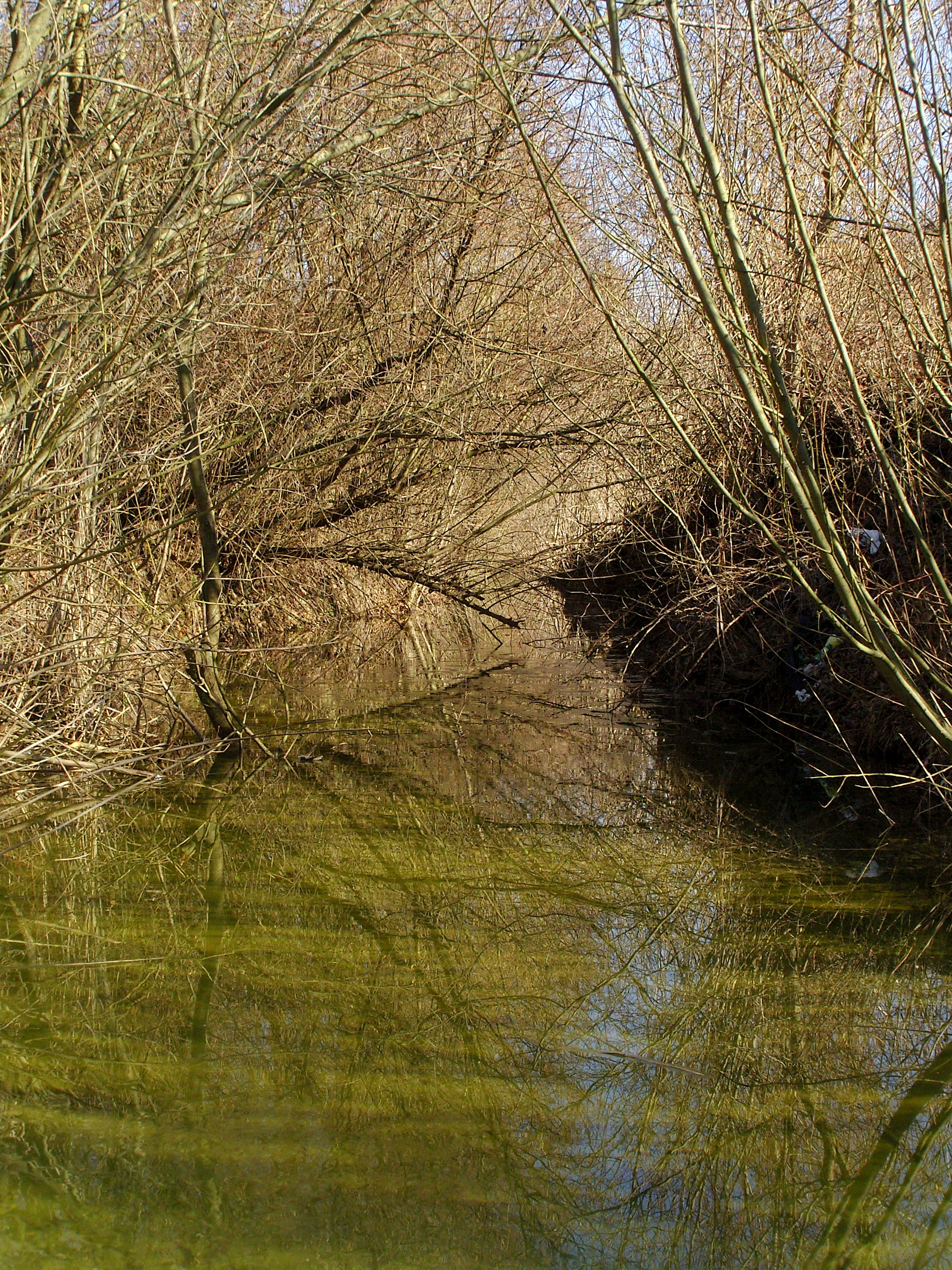
Млинувка — притока Ропи